# Jean-Paul Fugère
Jean-Paul Fugère (25 juin 1921 à Montréal - 11 décembre 2011 à Montréal) est un réalisateur de télévision, romancier et syndicaliste québécois.

## Biographie

### Étudiant
Jean-Paul Fugère termine ses études à l'Université de Montréal, en obtenant une licence en sciences sociales. En parallèle, à la fin des années 1940, il s'initie au théâtre, comme comédien dans la troupe Les Compagnons de Saint-Laurent.

### Réalisateur
En 1952, il obtient un poste de régisseur à la télévision naissante de la Société Radio-Canada (SRC) à Montréal.
Au cours de sa carrière, d'une quarantaine d'années, il réalise une centaine de téléthéâtres, son premier étant L'Annonce faite à Marie de Claudel, moins d'un an après ses débuts à la SRC, travail qui lui mérite dorénavant le titre de réalisateur. « Les téléthéâtres ont fait le prestige de la télévision de Radio-Canada, et c'est en grande partie à Jean-Paul Fugère qu'on le doit », reconnaît ce diffuseur. De jeunes comédiens, tel Marcel Sabourin, et de nouveaux auteurs, tels Claude Jasmin, Victor-Lévy Beaulieu et Jacques Poulin, ont pu faire, grâce à lui, leurs premières armes au téléthéâtre.
Puis il est aussi notamment, presque aussitôt, à la barre du feuilleton télévisé La famille Plouffe, adapté du roman du Roger Lemelin, une œuvre déjà connue du public, pour avoir fait l'objet d'un populaire feuilleton radiophonique. La réalisation de cette série lui mérite un trophée et contribue pour beaucoup à sa notoriété rapide comme réalisateur. Dans les années 1970, c'est lui qui réalise une autre série télévisée remarquable : La Sagouine, qu'interprète Viola Légère, à partir du roman d'Antonine Maillet (1971).

« Jean-Paul Fugère n’a pas et ne veut pas de recette. Chaque œuvre est un coup d’audace. Il invente, il fait éclater les artifices du studio, renouvelle le langage de la lumière et introduit des tournages extérieurs à une époque où le matériel semble l’interdire. M. Fugère a allié dans son œuvre l’intelligence, la conscience sociale, la sensibilité, la rigueur (sans pour autant exclure l’humour) et un enthousiasme sans borne. Jean-Paul Fugère dit qu’il a toujours recherché « un art de pauvre ». De cet « art de pauvre », il a fait l’une des grandes richesses de la télévision québécoise. »

— L’Association des réalisateurs de Radio-Canada, décembre 2011

### Écrivain
Jean-Paul Fugère est aussi l'auteur de six romans :
- Les terres noires, Montréal, Hurtubise HMH, coll. « L'arbre », 1965, 199 p.
- L'orientation, Montréal, Hurtubise HMH, coll. « L'arbre », 1970, 209 p.
- En quatre journées, Montréal, Leméac, 1982, 167 p.  (ISBN 2-7609-3063-7)
- Popa, Moman et le saint homme, Montréal, Hurtubise HMH, coll. « L'arbre », 1985, 152 p.  (ISBN 2-8904-5762-1)
- La Place de la musique, Montréal, Leméac, 1990, 153 p.  (ISBN 2-7609-3127-7)
- Georgette de Batiscan, Montréal, Triptyque, 1993, 191 p.  (ISBN 2-8903-1170-8 et 978-2-8903-1170-1)

### Leader syndical
Fugère a aussi dirigé l'Association des réalisateurs. Il a été un leader du mouvement qui a conduit à la grève des 74 réalisateurs de Radio-Canada, en 1958 et 1959 (du 29 décembre 1958 au 7 mars 1959), « dont l'impact fut majeur sur la définition du syndicalisme et des droits des syndiqués au Canada », alors que la direction refusait de leur accorder le droit d'association. Plus de 2000 employés et artistes ont débrayé à leur tour pour les appuyer, ce qui a constitué l'une des premières manifestations marquantes de la Révolution tranquille.
« Au cours de sa carrière, M. Fugère a allié l'intelligence, la conscience sociale, la sensibilité et la rigueur », ajoute encore la SRC.

## Filmographie sélective
- 1952 : L'annonce faite à Marie de Paul Claudel (téléfilm)
- 1953-1957 : La Famille Plouffe de Roger Lemelin (série télévisée)[1] — émissions de 30 minutes, coréalisées avec Guy Beaulne et Jean Dumas ; quelque 56 acteurs y participent
- 1961 : La Cerisaie d'Anton Tchekov (téléfilm)
- 1962 : La Mort dans l'âme de Claude Jasmin (téléfilm)[6]
- 1963: Comme tu me veux, (téléthéâtre)
- 1963 : Phèdre de Jean Racine (téléfilm)
- 1963 : Le Feu sacré de Pierre Dagenais (série télévisée) — 13 émissions de 30 minutes, coréalisées avec Jean Faucher
- 1968 : Provinces, émission L'adieu aux îles de Germaine Guèvremont (téléfilm)
- 1975 : La Sagouine d'Antonine Maillet (série télévisée) — 16 émissions de 30 minutes; avec Viola Légère seulement
- 1976 : Johanne et ses vieux de Guy Dufresne (téléfilm)
- 1977 : Pâques d'August Strindberg (téléfilm)
- 1980 : Jeune délinquant de Robert Gurik (série télévisée) — 5 émissions de 45 minutes; quelque 60 acteurs y participent
- 1981 : Les Grandes Marées de Jacques Poulin (téléfilm)
- 1983 : La Pépinière de Robert Gurik et André Michaud (série télévisée) — 5 émissions de 60 minutes; avec plus de 33 acteurs
- 1985 : Comment acheter son patron de Robert Gurik et Suzanne Aubry (téléfilm)

## Distinctions

### Honneurs
- 1981, 1988 : Officier de l'ordre du Canada[7]

### Récompenses
- 1955 : trophée de la meilleure réalisation, au Gala des splendeurs, pour le feuilleton télévisé La Famille Plouffe[3]